# Микулич, Иван (тхэквондист)
Иван Микулич (хорв. Ivan Mikulić; род. 30 января 1995) — хорватский паратхэквондист. Серебряный призёр Паралимпийских игр 2020 года в Токио.

## Биография
4 сентября 2021 года на летних Паралимпийских играх 2020 в Токио Иван Микулич соревновался в весовой категории свыше 75 кг. Он победил в четвертьфинале марокканца Рашида Исмаили Алауи, в полуфинале — американского тхэквондиста Эвана Меделла. В финале Микулич уступил иранцу Азгару Азизиагдаму и завоевал серебряную медаль.
31 августа 2024 года на летних Паралимпийских играх 2024 в Париже соревновался в весовой категории свыше 80 кг. В четвертьфинале Никулич уступил выступавшему под нейтральным флагом россиянину Алиасхабу Рамазанову. В утешительном полуфинале он уступил казахстанцу Нышану Омирали и закончил выступление на турнире на 7-м месте.